# Baidu Baike
Baidu Baike o  Enciclopedia Baidu (Cinese: 百度百科; pinyin: Bǎidù Bǎikē) è una enciclopedia collaborativa in lingua cinese fornita dal motore di ricerca cinese Baidu.

## Storia
La versione di prova fu pubblicata il 20 aprile 2006. Entro tre settimane l'enciclopedia è cresciuta fino ad oltre 90.000 articoli, sorpassando la Wikipedia in cinese; dal 2008 Hudong.com ha sorpassato entrambe per numero di articoli.
Nell'ottobre 2013 Baidu Baike aveva già più di 6,2 milioni di articoli, più della Wikipedia in inglese (4.500.000 circa), a settembre 2015 Baidu contava 12 milioni e mezzo di articoli, mentre nel novembre 2019 si assestava attorno a 16 milioni di articoli.

## Principi
Gli articoli o i commenti contenenti i seguenti tipi di contenuto sono rimossi:
1. contenuti di pornografia, di violenza e incivili
2. pubblicità
3. contenuti reazionari
4. attacchi personali
5. contenuti contro la moralità e l'etica
6. contenuti malevoli, triviali o spam